# Renate Wittern-Sterzel
Renate Wittern-Sterzel geborene Wittern (* 30. November 1943 in Bautzen) ist eine deutsche Medizinhistorikerin.

## Leben
Renate Wittern besuchte die Schule und ein neusprachliches Gymnasium von 1950 bis 1963 in Hamburg und studierte dann Klassische Philologie, Alte Geschichte und Medizingeschichte in Hamburg, Kiel und Heidelberg. 1965 wurde sie als Stipendiatin in die Studienstiftung des deutschen Volkes aufgenommen. 1972 wurde sie an der Christian-Albrechts-Universität Kiel mit einer von Hans Diller betreuten Dissertation über ein Thema aus dem Corpus Hippocraticum zum Doktor der Philosophie promoviert. Anschließend war sie Wissenschaftliche Mitarbeiterin des Vizepräsidenten der Goethe-Universität in Frankfurt am Main. Von 1973 bis 1979 war sie Wissenschaftliche Assistentin am Institut für Geschichte der Medizin der Ludwig-Maximilians-Universität München. Dort habilitierte sie sich 1978 für das Fach Geschichte der Medizin im Fachbereich Humanmedizin und wurde 1979 zur Privatdozentin ernannt.
1980 wurde sie zur Leiterin des neugegründeten Instituts für Geschichte der Medizin der Robert Bosch Stiftung in Stuttgart berufen. Dort widmete sie sich unter anderem der Geschichte der Homöopathie.
1985 erhielt Renate Wittern-Sterzel einen Ruf an die Friedrich-Alexander-Universität Erlangen-Nürnberg und wurde zur Ordentlichen Professorin für Geschichte der Medizin und zum Vorstand des Instituts für Geschichte der Medizin ernannt. 2001 wurde das Institut erweitert zum Institut für Geschichte und Ethik der Medizin. 2008 wurde sie emeritiert.
Entsprechend ihrer Promotion an einer Philosophischen Fakultät, aber Habilitation an einer Medizinischen steht sie interdisziplinären Einrichtungen besonders aufgeschlossen gegenüber und gehört mehreren interdisziplinären Zentren [IZ] der Universität Erlangen als Mitglied an: dem IZ Ästhetische Bildung, dem IZ Alte Welt, dem IZ für Europäische Mittelalter- und Renaissancestudien, dem IZ für Gerontologie, dem IZ Literatur und Kultur der Gegenwart und dem Zentralinstitut für Angewandte Ethik und Wissenschaftskommunikation, an dessen kollegialer Leitung sie beteiligt ist.
An der Friedrich-Alexander-Universität nahm sie zahlreiche zusätzliche Aufgaben wahr: Von 1989 bis 1991 war sie die erste Frauenbeauftragte der Universität. Von 2002 bis 2006 war sie Prorektorin der Universität. Als solche initiierte sie den Gleichstellungspreis der Friedrich-Alexander-Universität Erlangen-Nürnberg, der beim Dies academicus 2005 erstmals vergeben wurde, und stiftete das erste Preisgeld in Höhe von € 10.000,00. Von 1993 bis 2001 war sie Vertrauensdozentin der Studienstiftung des deutschen Volkes. Seit 1998 ist sie als Vorsitzende der Kommission der Erlanger Forschungen tätig. Sie ist stellvertretendes Mitglied der Ethik-Kommission der Medizinischen Fakultät und Mitglied des Klinischen Ethik-Komitees.
Einen Ruf an die Universität Heidelberg lehnte sie 1989 aus privaten Gründen ab.
Für ihr Fachgebiet war und ist sie in verschiedenen wissenschaftlichen Organisationen tätig. So war sie von 1997 bis 2005 Repräsentantin der Medizingeschichte im deutschen Nationalkomitee der International Union of the History and Philosophy of Science. Von 1999 bis 2002 war sie Erste Vorsitzende des Fachverbandes Medizingeschichte, von 2001 bis 2003 als stellvertretende Vorsitzende der Deutschen Gesellschaft für Geschichte der Medizin, Naturwissenschaft und Technik zuständig für das Fachgebiet Medizingeschichte.
Von 2000 bis 2004 war sie Fachgutachterin der Deutschen Forschungsgemeinschaft für das Fachgebiet Geschichte der Biologie, Medizin und Pharmazie, seit 2004 ist sie Mitglied des Fachkollegiums Geschichtswissenschaften der Deutschen Forschungsgemeinschaft.
Ihr wissenschaftlicher Rang wurde durch die Aufnahme in Akademien und Kollegien gewürdigt: So wurde sie 1994 als Mitglied in die Akademie gemeinnütziger Wissenschaften zu Erfurt berufen. Von 1999 bis 2001 war sie Mitglied des Mediävistischen Arbeitskreises der Herzog August Bibliothek Wolfenbüttel. Seit 2005 ist sie Ordentliches Mitglied der Geistes- und sozialwissenschaftlichen Klasse der Akademie der Wissenschaften und der Literatur zu Mainz. Dort wurde sie zur Vorsitzenden der Kommission für Geschichte der Medizin und Naturwissenschaften gewählt. Diese betreut u. a. das Medizinhistorische Journal, eine international hochrangige wissenschaftliche Zeitschrift, zu deren Herausgeberkollegium sie gehört.
Seit 1. Oktober 2007 ist Wittern-Sterzel Mitglied des Hochschulrates der Universität Bamberg. 2009 erhielt sie das Verdienstkreuz am Bande des Verdienstordens der Bundesrepublik Deutschland.

## Veröffentlichungen (Auswahl)
- Zur Krankheitserkennung in der knidischen Schrift „De internis affectionibus“. In: Christa Habrich, Frank Marguth, Jörn Henning Wolf (Hrsg.) unter Mitarbeit von Renate Wittern: Medizinische Diagnostik in Geschichte und Gegenwart. Festschrift für Heinz Goerke zum sechzigsten Geburtstag. München 1978 (= Neue Münchner Beiträge zur Geschichte der Medizin und Naturwissenschaften: Medizinhistorische Reihe. Band 7/8), ISBN 3-87239-046-5, S. 101–120.
- Die Lepra aus der Sicht des Arztes am Beginn der Neuzeit. In: Christa Habrich, Juliane C. Wilmanns, Jörn Henning Wolf (Hrsg.): Aussatz, Lepra, Hansen-Krankheit. Ein Menschheitsproblem im Wandel, I: Katalog. Ingolstadt 1982 (= Kataloge des Deutschen medizinhistorischen Museums. Band 4), S. 41–50.
- Johann Lukas Schönlein und die Medizin seiner Zeit. In: Berichte der Naturforschenden Gesellschaft Bamberg. Band 64, 1989, S. 99–118.
- als Hrsg. mit Astrid Ley (Bearb.): Die Professoren und Dozenten der Friedrich-Alexander-Universität Erlangen 1743–1900. Teil 2: Medizinische Fakultät. Erlangen 1999 (= Erlanger Forschungen. Sonderreihe, Band 9).